# PyGTK
PyGTK ist eine Ansammlung von Wrappern für die Programmiersprache Python zum Zugriff auf das GUI-Toolkit GTK+. PyGTK ist als freie Software unter der LGPL lizenziert. Entwickelt wurde PyGTK von dem Gnome-Programmierer James Henstridge.
Mit dem Übergang zu GTK+ 3.0 und Gnome 3.0 wird PyGTK durch dessen Nachfolger PyGObject ersetzt, welches sich GObject-Introspektion zu Nutze macht, um Anbindungen an Bibliotheken automatisch zu erzeugen. PyGObject ist im Gegensatz zu PyGTK auch mit Python 3 kompatibel.
Python-Wrapper um vergleichbare GUI-Toolkits sind PyQt für die Qt-Bibliothek und wxPython für wxWidgets.